# Volodymyr Obichod
Volodymyr Dmytrovyč Obichod (in ucraino Володимир Дмитрович Обіход?; 2 febbraio 1967) è un ex giocatore di calcio a 5 ucraino.

## Carriera
Come massimo riconoscimento in carriera vanta la partecipazione, con la nazionale maschile di calcio a 5 dell'Ucraina, al FIFA Futsal World Championship 1996 nel quale la selezione est-europea, al debutto  nella competizione, è giunta fino alle semifinali, sconfitta in seguito anche nella finalina dalla Russia.